# Isopterygium paludigenum
Isopterygium paludigenum är en bladmossart som beskrevs av Brotherus 1908. Isopterygium paludigenum ingår i släktet Isopterygium och familjen Hypnaceae. Inga underarter finns listade i Catalogue of Life.